# Lemine

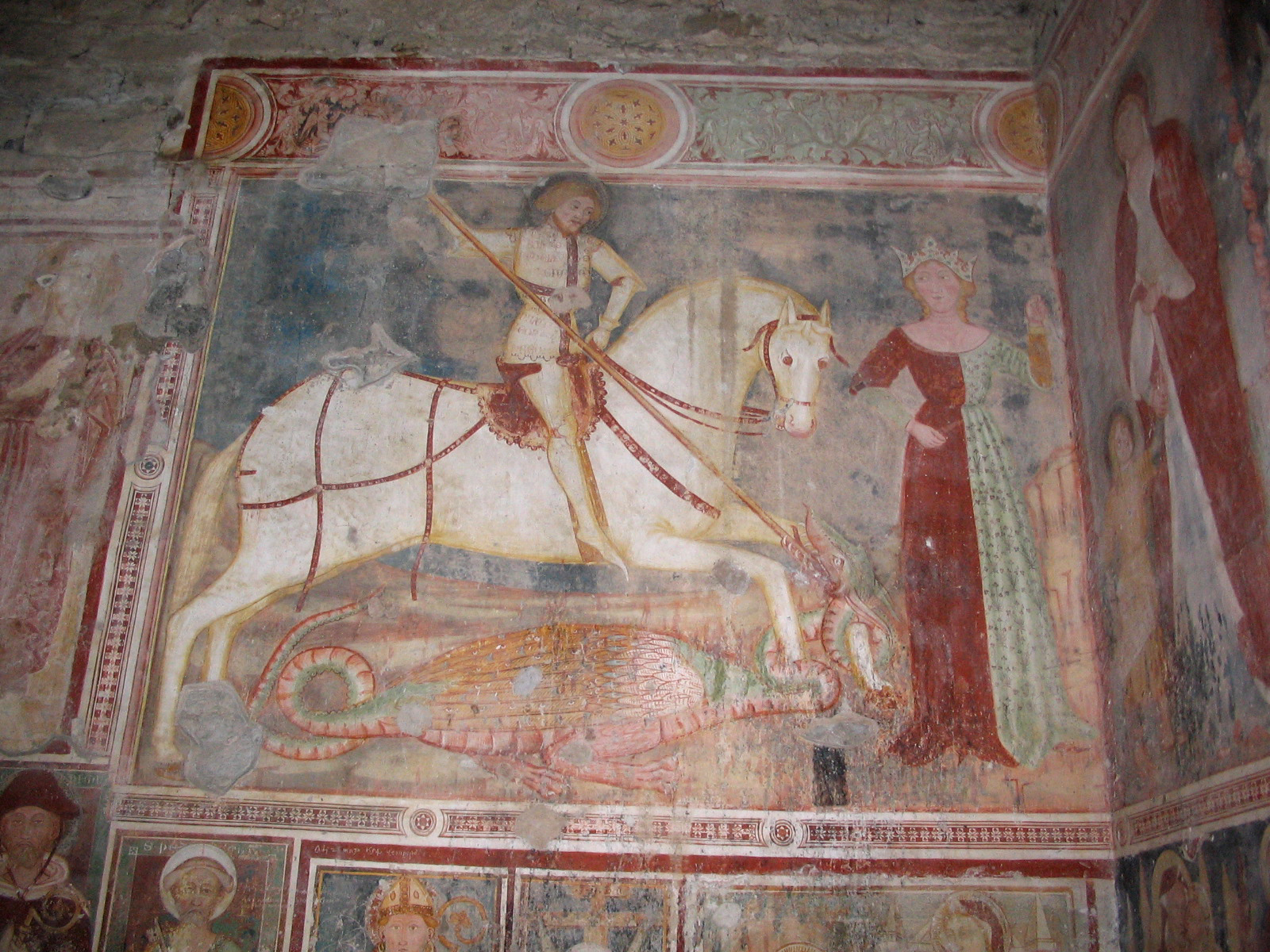
S. Giorgio, particolare

Lemine o, nelle sue varianti, Lemmenne, Leminne, Leminis, Lemennis è il toponimo con cui nel Medioevo si individuava un vasto comprensorio territoriale a occidente del fiume Brembo che aveva costituito una corte regia longobarda.

## Territorio
Il Rotulus Episcopatus Bergomi del 1258 indica ben definisce quale fosse il territorio di Lemine. Il documento è un lungo elenco dei beni di proprietà della Mensa episcopale della Corte Lemenne del XIII secolo. Il territorio comprendeva Almenno, la valle Imagna e la val Brembana.
Non c'è certezza sulla sua etimologia, alcuni autori vi hanno visto la radice di termini celtici indicanti laghi o boschi mentre altri l'hanno derivata da termini romani come limen o limes: l'enigma linguistico è rimasto tale.

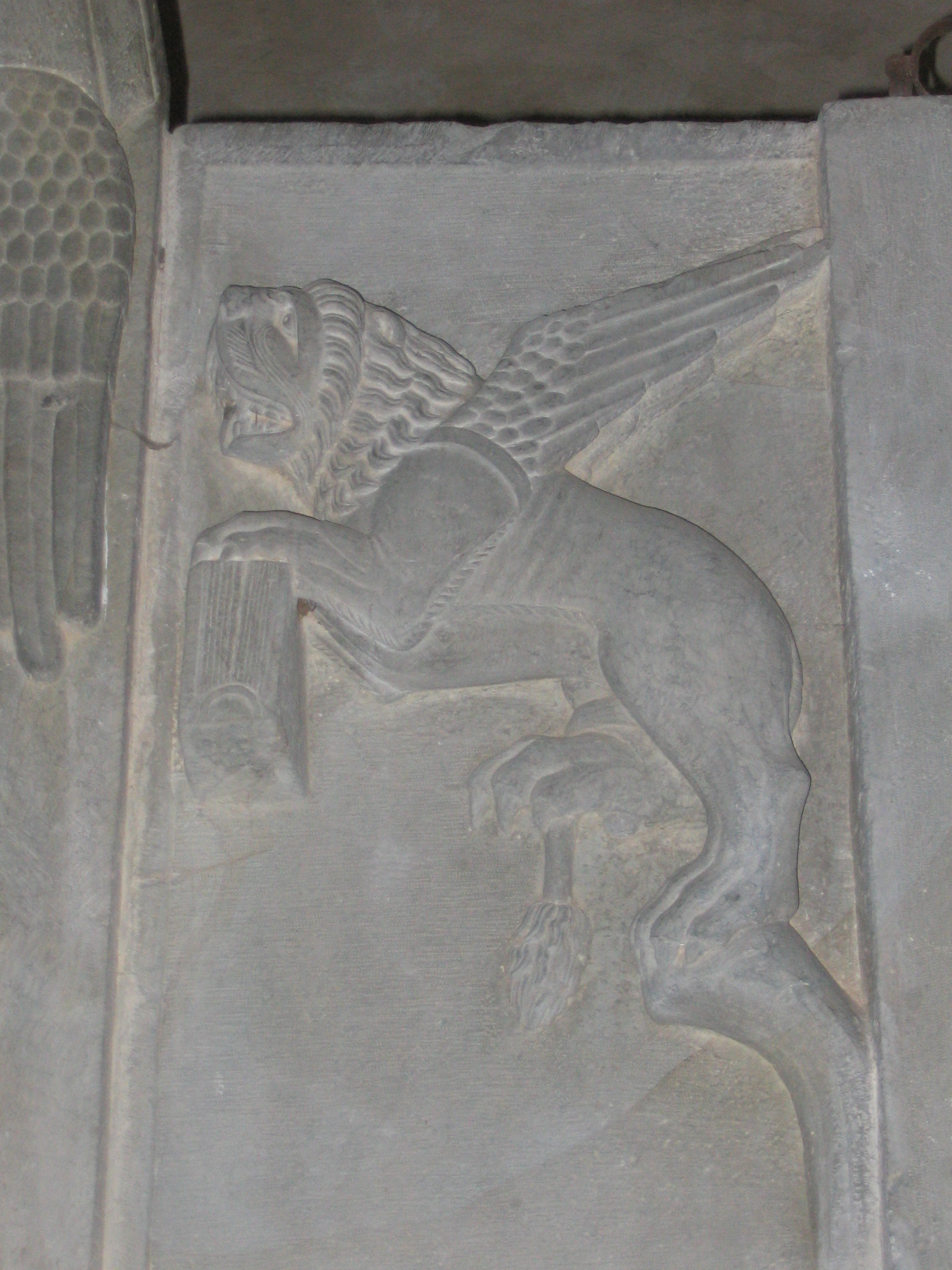
Ambone, dettaglio

## Storia
Osservare l'evoluzione socio-politica di Lemine è come vedere tutti i passaggi fondamentali attraverso i quali i gruppi umani si strutturavano sempre più fino a diventare comunità organizzate in senso moderno.
Gruppo tribale nel periodo celtico, pagus nel periodo romano, curtis nel periodo longobardo, beneficium  nel periodo feudale, vicinia nel periodo precomunale e quindi, dopo un processo di suddivisione e concentrazione demica sempre più definita, comune.
Fu lo stesso processo storico seguito, seppure con le varianti del caso, da quelle comunità non ancora organizzate durante il dominio romano che si formarono nel Medioevo dopo la caduta dell'Impero romano d'Occidente.

### Cenomani
Questo territorio, in epoca storicamente documentata, faceva parte di quello stanziamento cenomane che, iniziatosi dal veronese, si era espanso fino all'Adda.
()

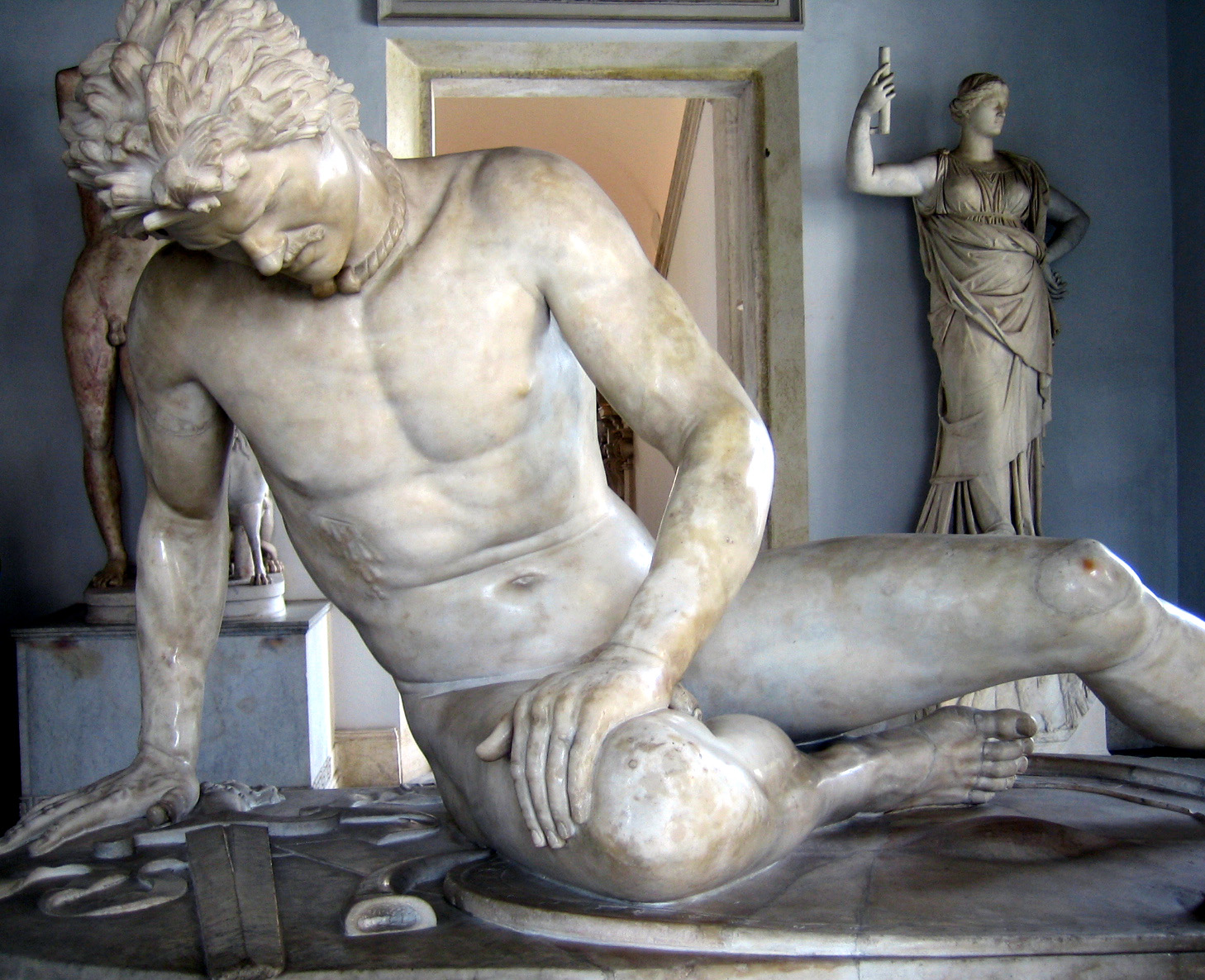
Gallo morente
I secolo a.C.
Musei Capitolini

Fra le varie tribù celtiche combattute e assoggettate dai Romani, i Cenomani ne furono invece alleati leali e parteciparono al loro fianco a molte campagne militari comprese alcune contro Annibale.

Il loro valore e la loro fedeltà era apprezzata e riconosciuta da Roma al punto che questa destituì un proprio pretore, Furio, che li aveva umiliati togliendo loro le armi. 
()

Anche Strabone ha testimoniato questo particolare rapporto che legava i Cenomani ai Romani.
()

### Pagus
Per quanto pacificato, il territorio rimaneva immerso in un'area militarmente turbolenta e allo stesso tempo di vitale importanza per Roma in quanto crocevia militare e commerciale verso l'Europa.
Roma vi istituì diversi presidi militari la cui presenza è testimoniata non solo dal permanere in alcune località del toponimo castra ma anche dal ritrovamento di molti reperti archeologici, diffusi fra l'altro anche in altre zone della bergamasca provando così la funzione strategica di questo territorio.

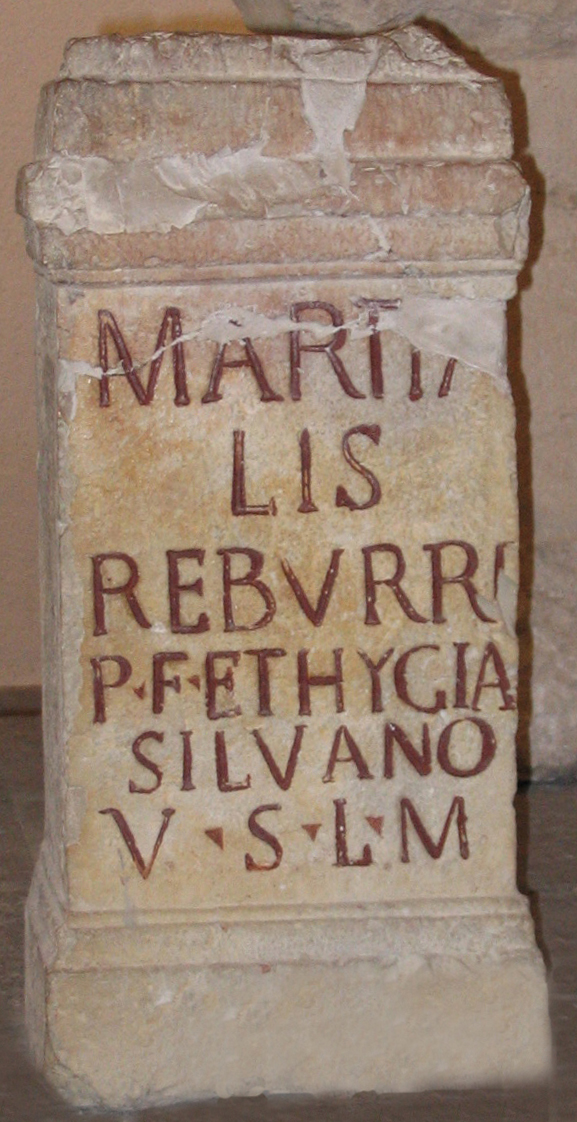
Ara al dio Silvano

La presenza militare romana inevitabilmente indusse attorno a sé l'aggregazione di comunità indigene e allogene.

La trasformazione del sito da postazione militare a centro demico 
()
Si formò così il pagus, una circoscrizione amministrativa o per meglio dire un comprensorio più strutturato gravitante attorno alla rete difensiva romana.
In questa rete il punto più importante e delicato era costituito dal ponte che in prossimità dell'attuale San Tomè permetteva alla strada militare che collegava Bergamo a Como, parte terminale di quella che univa il Friuli con le regioni retiche, di scavalcare il fiume Brembo.
Di quest'opera imponente, che crollò a causa di una violenta piena del Brembo il 31 agosto 1493, sono rimasti solo dei resti di qualche pilone che ne lasciano immaginare l'imponenza originaria; nelle vicinanze si trovano anche tracce di un piccolo ponte, il Tarchì, sul ruscello Tornago, mentre un'ara votiva al dio Silvano dà un'altra testimonianza della presenza romana nel territorio di Lemine.
Dopo la caduta dell'Impero Romano il territorio di Lemine, scarsamente antropizzato, fu esposto a tutte le incursioni e invasioni germaniche che dilagarono al di qua delle Alpi.

Subì il disastro della guerra greco-gotica e le successive carestie e pestilenze che ebbero conseguenze nefaste sul suo sviluppo demografico.

### Longobardi
Con l'invasione longobarda del 569 guidata da Alboino e con il successivo consolidamento del nuovo dominio germanico, ottenuto con quella brutalità che caratterizzò tutte le conquiste longobarde, Lemine entrò nella storia documentata.
()
Lemine fece parte del ducato di Bergamo governato dal duca Wallari, il primo duca di Bergamo.
(Paolo Diacono, Historia Langobardorum, II, 32)

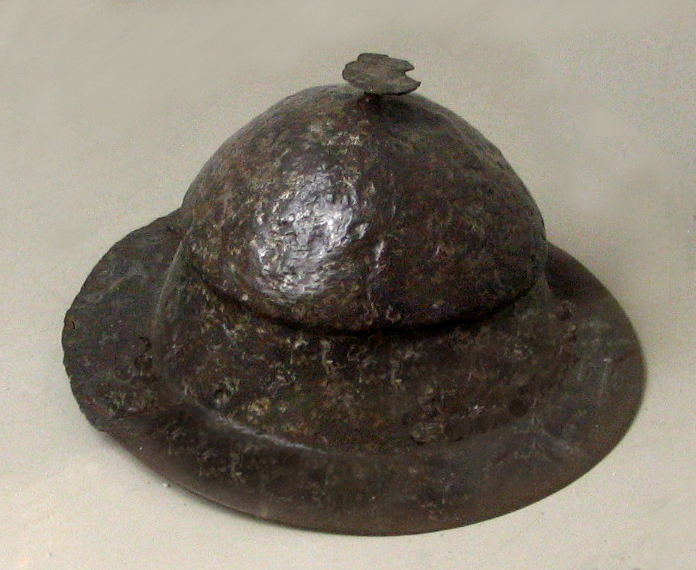
Umbone longobardo

Successivamente, dopo il cosiddetto periodo di anarchia longobarda in cui non vi fu un re, i duchi restaurarono la monarchia eleggendo re Autari (584), assegnandogli metà dei loro possedimenti. In questa circostanza Wallari cedette ad Autari la parte del suo ducato ad occidente del fiume Brembo, per l'appunto Lemine, che divenne così corte regia, mantenendo per sé la parte a oriente.
()
Il toponimo Lemine appare, in una sua variante, già nel 755 in un diploma del re longobardo Astolfo che ne attestava il suo status di corte regia e con la stessa presenza del re ne testimoniava l'importanza.

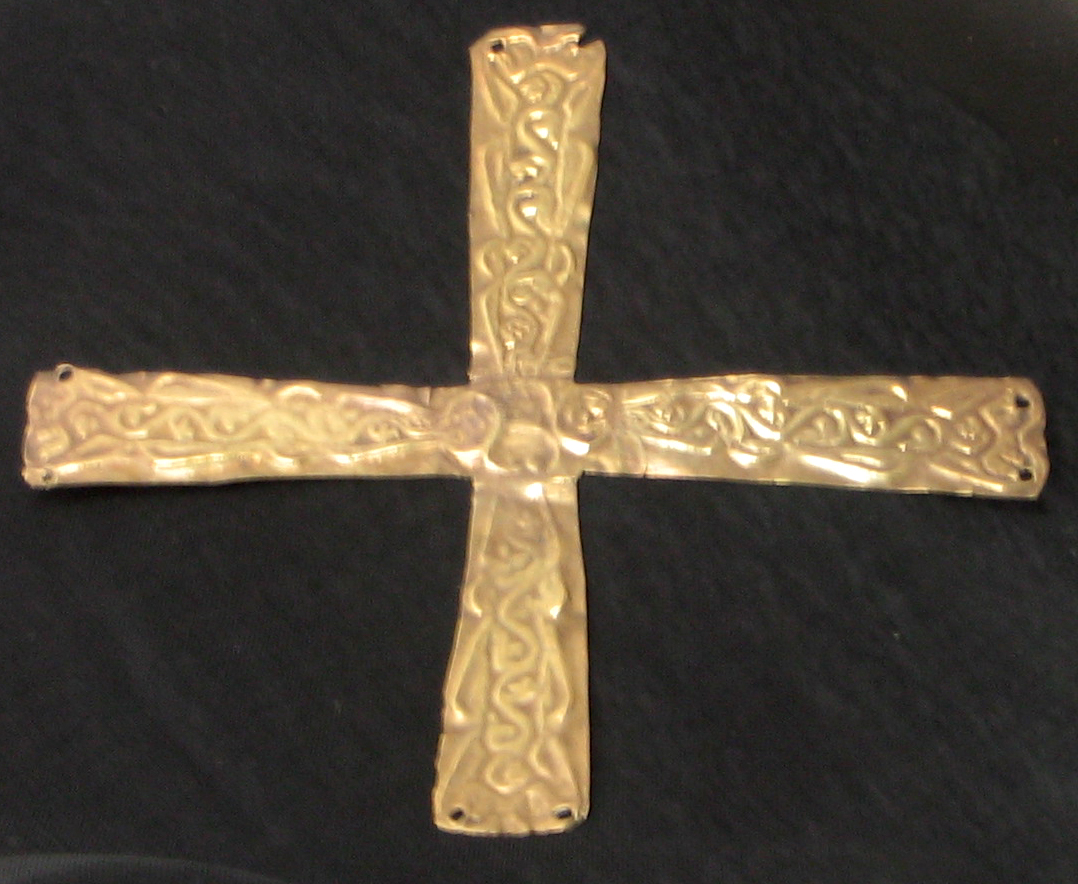
Crocetta longobarda

È probabile che anche prima della conquista longobarda Lemine facesse parte di una curtis, forse anche imperiale, ma sicuramente lo è stata dopo e come tale sarà citata e infeudata con i successivi dominatori franchi mantenendo la sua struttura geopolitica di base fino alla formazione dei comuni.
A partire dal 584 si definì la topografia del comprensorio di Lemine che, grossolanamente, può essere delimitata ad oriente dalla sponda occidentale del Brembo, a settentrione dall'attuale Val Taleggio, ad occidente da una linea arretrata della sponda orientale dell'Adda e a meridione dal territorio di Brembate.

Il centro più importante, sotto l'aspetto demografico e politico, di questo comprensorio si trovava nella zona del cosiddetto Castello dell'attuale Almenno San Salvatore, più tardi sede della chiesa plebana.
Nulla è rimasto degli edifici longobardi e del successivo castello di epoca franca per essere stato cancellato quanto ne sopravviveva, quasi con furia iconoclasta, nel 1443-44 durante i torbidi delle lotte tra guelfi e ghibellini. Il 13 agosto 1443  Andrea Gritti, podestà di Bergamo, ordinò l'abbattimento del castello risalente al X secolo.
Le vestigia del periodo longobardo della curtis lemennis scomparvero lasciando tracce solo negli atti documentali.

### Franchi

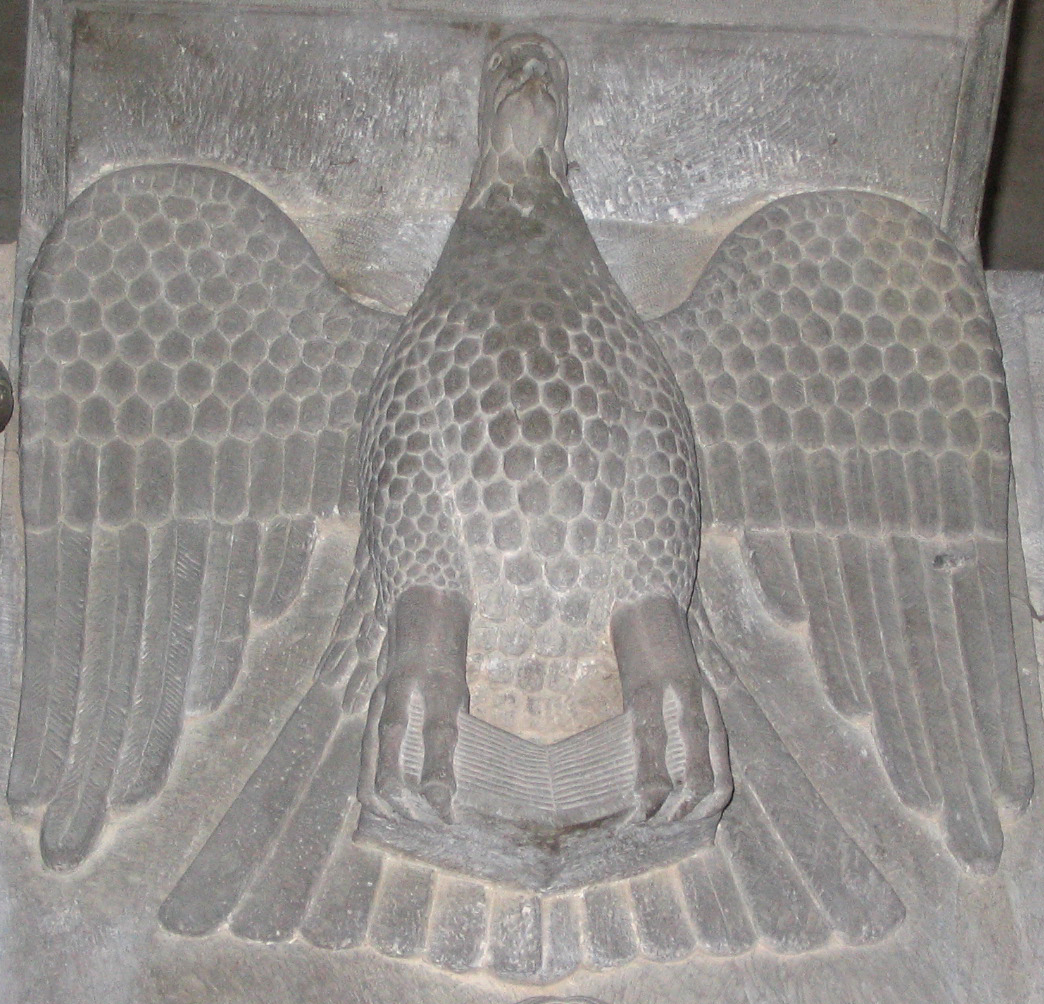
Ambone, particolare

Con l'abbattimento del regno longobardo del 774 ad opera di Carlo Magno la corte di Lemine sopravvisse ma cambiò padrone.

La ritroviamo in un atto dell'875 con cui l'imperatore Ludovico il Germanico la concesse in usufrutto alla nipote Ermengarda che tuttavia, nella confusa vicenda storica di quegli anni, la perdette a favore di altri al momento più potenti.
Dopo la caduta dell'Impero Carolingio la corte di Lemine passò al marchese Corrado, signore di Lecco a cui fu concessa, nell'892, dal parente Guido di Spoleto; da questo momento Lemine, non più corte regia ma parte della contea di Lecco, rimarrà legata a questa e ai suoi conti franchi, Corrado (892-895), Radaldo (895-926), Guiberto (??-957) fino al 975 quando il conte Attone di Guiberto (957-975) morì.
Con i Franchi Lemine diventò un beneficium entrando nell'ordinamento e nel costume feudale, altro passaggio intermedio nella sua evoluzione socio-giuridica verso il comune.

### Vescovo di Bergamo
Con la morte del conte di Lecco, Attone, Lemine passò, attorno al 1000, al vescovo di Bergamo Reginfredo come beneficium, più volte riconosciuto e approvato in anni successivi da diplomi imperiali che, confermandolo, legittimavano il potere sempre maggiore del vescovo che si stava imponendo sulla feudalità guerriera. Siamo ai prodromi di quella che sarà la rivoluzione comunale, a volte silente, molto spesso violenta e armata.

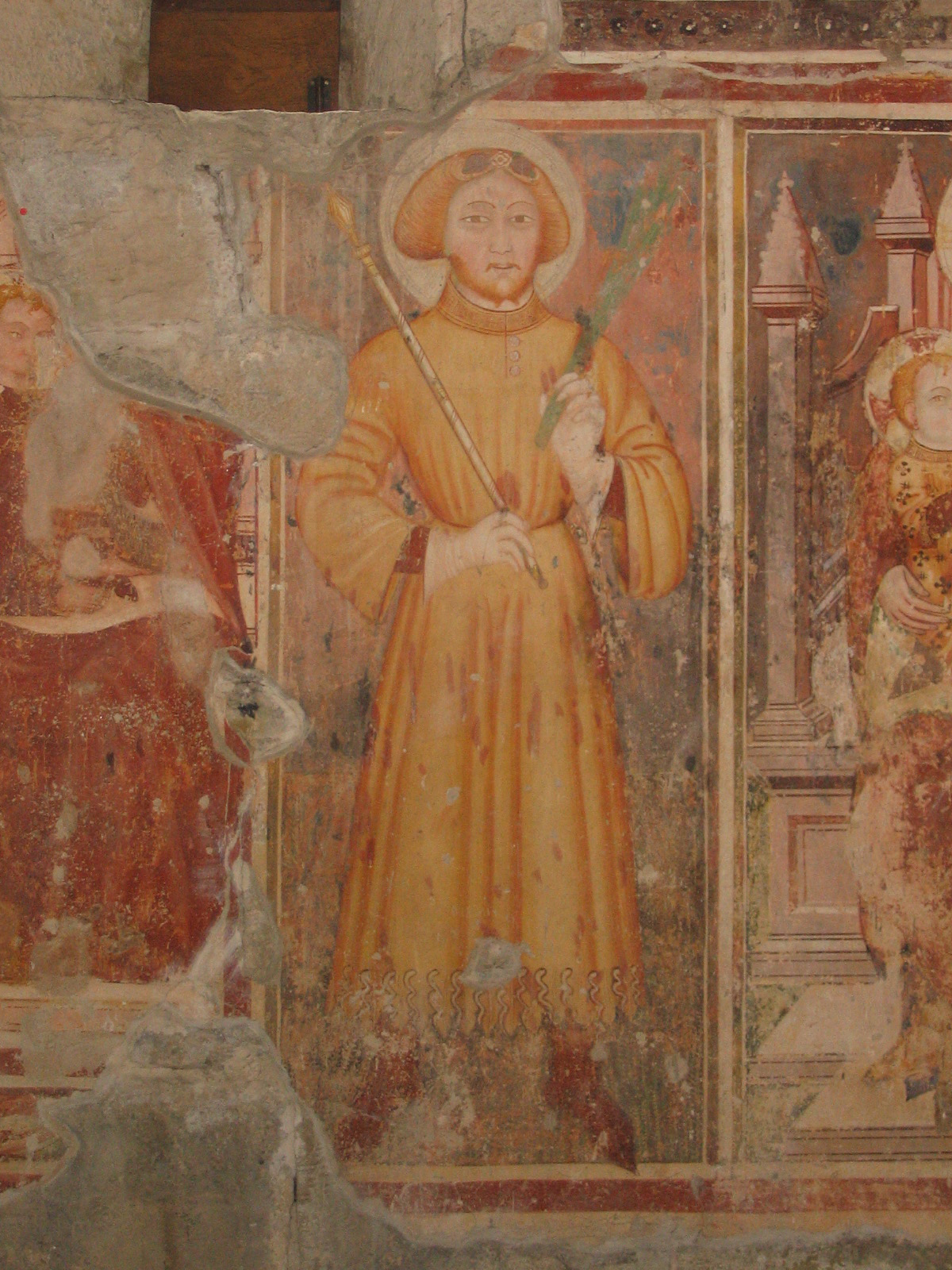
San Giorgio, particolare

Agli inizi dell'XI secolo si contrapponevano due poteri, da una parte l'episcopato appoggiato da una classe di cittadini che incominciavano a porsi sullo scenario politico della città, la cui spina dorsale era costituita da artigiani, piccoli e grandi proprietari, mercanti, dall'altra una feudalità arroccata nei propri privilegi e immunità, orgogliosamente memore del passato e che non riusciva ad adeguarsi a un presente che le sfuggiva.
Fu una lotta, in certo senso, di resistenza quella che opponeva la classe dei milites a quella degli homines novi di cui spesso si faceva paladino il vescovo in un rapporto di mutuo supporto, ma fu una lotta persa per la feudalità, destinata ormai a declinare davanti all'avanzata della nuova società.

Tutto questo accadde anche a Bergamo dove il protagonista divenne il vescovo, il più delle volte proveniente dalla vecchia aristocrazia feudale.

### Comune
Lemine rimase un beneficium dell'episcopato di Bergamo fino al 3 marzo 1220, quando i diritti feudali di cui questi godeva furono ceduti alla comunità leminese, una vicinia coagulatasi attorno alla chiesa plebana di San Salvatore, con atto notarile redatto da Jacopo da Brumello e il vescovo Giovanni Tornielli..
Era nata una nuova classe sociale sempre più consapevole di sé e sempre più gelosa delle conquiste socio-economiche acquisite che intendeva trasformare in affermazioni politiche.
Questa comunità fu nella prima metà del XII secolo in grado di esprimere un conscilio comuni, di nominare dei propri rappresentanti e di trattare con il comune di Bergamo oltre che con il suo vescovo.

Mercanti, proprietari, affittuari, acculturati che, dopo essere passati per il dominio comitale, volevano ora affrancarsi da quello vescovile.

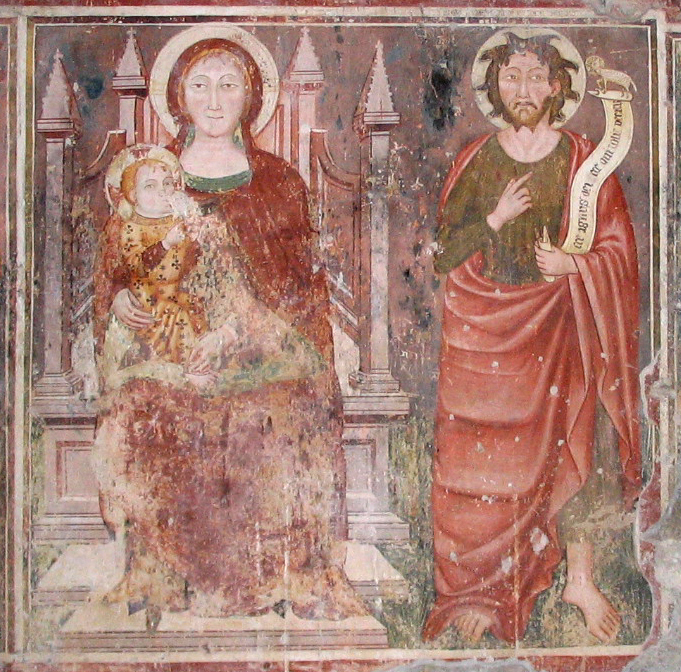
San Giorgio, particolare

L'occasione che fece esplodere le tensioni latenti fu banale quanto emblematica: la data della vendemmia, consuetudinariamente indicata dal vescovo, oltre al rifiuto di pagare alcuni canoni. Si arrivò così, nel 1217, a delle manifestazioni anche violente che si ripeterono nel 1218.
Fu lo scontro di due epoche e di due culture, il comune che cercava di imporsi e quel che restava del feudalesimo, ormai sulla via del tramonto, che tuttavia resisteva.
Il 3 marzo 1220 il vescovo Giovanni Tornielli cedette alla comunità la sua giurisdizione rinunciando ai diritti di vassallaggio e a ogni interferenza nell'elezione degli organi comunali; manteneva alcuni diritti formali nonché la decima: questo fu l'atto di nascita del comune di Lemine.
Il territorio del comune coincideva con la vecchia curtis, anche se in esso si andavano strutturando quelle vicinie che sarebbero diventate Palazzago, Brembilla, la valle Imagna e che staccandosi avrebbero ridimensionato il territorio di Lemine a quello del successivo Almenno.

### Signoria
Il XIV è il secolo della rifeudalizzazione, delle signorie che iniziavano a imporsi sopprimendo le libertà comunali.
Fu un processo storico che interessò specialmente l'Italia centro-settentrionale, in alcune zone in maniera più precoce in altre più lentamente, ma in tutte si concluse con la scomparsa dell'epoca d'oro dei comuni.

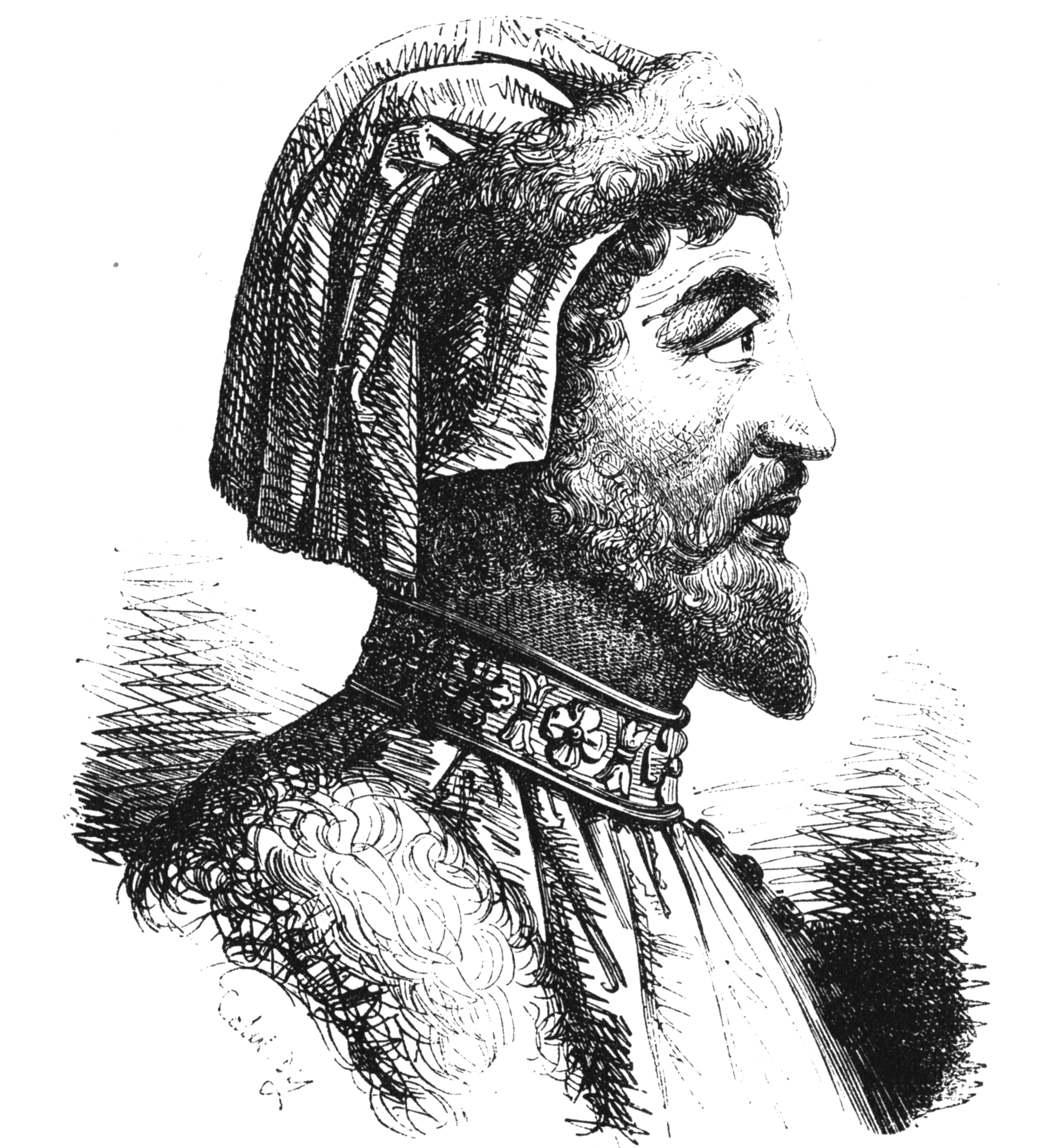
Azzone Visconti

Sotto il nuovo sistema cadde anche Lemine, che seguì le sorti del comune di Bergamo quando nel 1333 si impose su di esso la signoria di Azzone Visconti: Lemine fu sottoposta ai vicari viscontei perdendo la sua autonomia.
Fu l'inizio della sua decadenza, accelerata dal formarsi al suo interno delle fazioni contrapposte di guelfi e ghibellini che ne segnarono il destino.

Questa contrapposizione portò alla divisione del comune di Lemine in Lemine Inferiore, ghibellina, e Lemine Superiore, guelfa. Due comunità con la stessa radice ma ormai reciprocamente ostili, anzi nemiche, divise da interessi economici e politici contrastanti. La divisione fu sancita con un atto notarile il 26 gennaio 1393.
I due nuovi comuni vissero e subirono drammaticamente tutte le lotte dell'epoca, comprese quelle tra Milano e Venezia, cadendo in lotte fratricide che causarono molti lutti e distruzioni. Lemine Superiore, guelfa, tradizionalmente vicina a Venezia e Lemine Inferiore, ghibellina, favorevole al duca di Milano vissero su opposte posizioni l'annosa guerra visconteo-veneziana.
Quando Venezia, nel 1441, recuperò Bergamo vi fu la resa dei conti e per Lemine Inferiore, schieratasi dalla parte sbagliata, fu la tragedia: il 13 agosto 1443 il podestà di Bergamo, Gritti, ne ordinò la cancellazione. Sopravvissero soltanto la pieve, la chiesa di San Giorgio ed alcune edicole religiose, tutto il resto fu raso al suolo compreso quel che era rimasto dell'età medievale, mentre per i ghibellini fu l'esilio.

Da allora Lemine rimase sotto il dominio di Venezia.

### Ultima divisione
Dopo la scomparsa di Lemine Inferiore rimaneva Lemine Superiore con un territorio molto ampio e una popolazione aumentata che aveva portato alla nascita di un'altra parrocchia oltre il torrente Tornago, quella di San Bartolomeo.

Era fatale che si ricreasse una situazione difficile fra i due gruppi coagulati attorno alle due parrocchie, nei quali interessi differenti, l'ansia di autonomia e la presenza di personalità smaniose di acquisire una maggiore visibilità politica costituivano fattori disgreganti dell'unitarietà della superstite Lemine Superiore.
Il 6 novembre 1598 i rappresentanti di quello che sarebbe stato il comune di Almenno San Bartolomeo chiesero al comune di Bergamo, da cui Lemine Superiore dipendeva, la suddivisione del comune.

Dopo un lungo processo il 30 marzo 1601 fu rogato l'atto notarile che statuiva la suddivisione di Lemine nei due comuni di Almenno San Bartolomeo, costituito dai territori di Albenza, Longa e Pussano, e Almenno San Salvatore, costituito dalle contrade di Porta, Borgo e Sotto.
Si concluse così una parabola storica che era iniziata con i Cenomani, continuata con i Romani, aveva attraversato il regno longobardo, il dominio franco, l'età comunale, quella signorile per consegnare alla fine i due comuni di Almenno San Bartolomeo e Almenno San Salvatore eredi diretti del pagus lemennis.

## Pieve

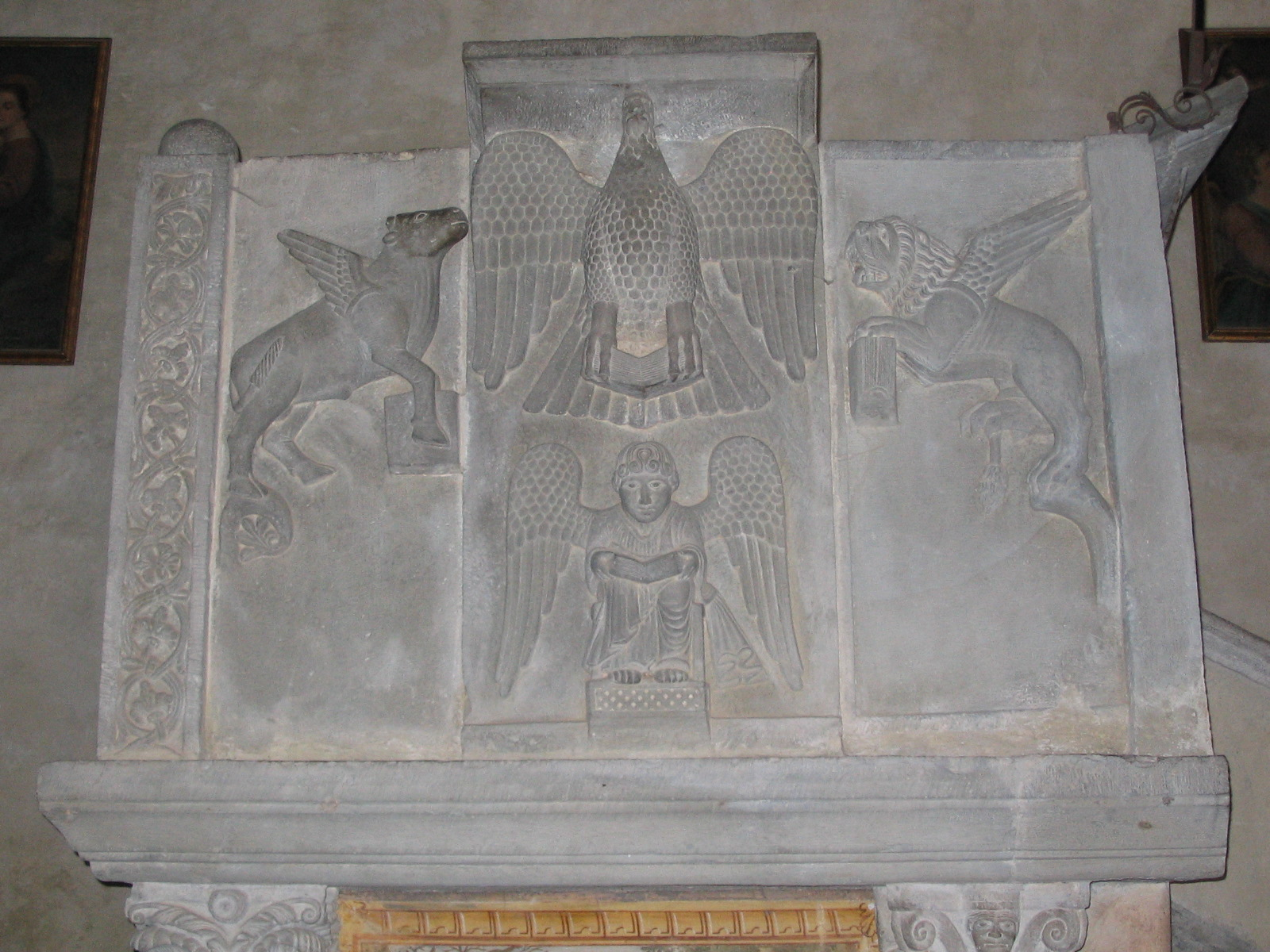
Ambone

La Pieve di Lemine, le cui origini gli studiosi collocano seppure con qualche incertezza alla fine del VII secolo, non era nell'Alto Medioevo solo un luogo di culto ma il centro della comunità di un vasto territorio con il quale di fatto si identificava.

Attorno alla pieve si sviluppò una comunità sempre più strutturata, che partecipò a quell'iter storico che avrebbe portato alla formazione del comune di Lemine.
La pieve dedicata alla Santa Madre di Dio e al Salvatore è, nella diocesi bergamasca, nonostante le modifiche e le addizioni subite nel corso dei secoli, la più integra struttura ecclesiale preromanica dal fascino avvolgente specialmente nella cripta perfettamente conservata.
La struttura della pieve è a tre navate culminanti in un presbiterio sotto cui si trova la cripta.

Sulle colonne e sulle pareti della pieve si svolgono degli affreschi, il più antico dei quali è antecedente al X secolo per continuare fino al XVI secolo, seguendo lo stesso percorso storico di Lemine.
Nella chiesa si trova un ambone della prima metà del XII secolo di particolare bellezza ed eleganza, ornato dai simboli degli evangelisti finemente scolpiti, che rivelano una spiccata capacità artistica.

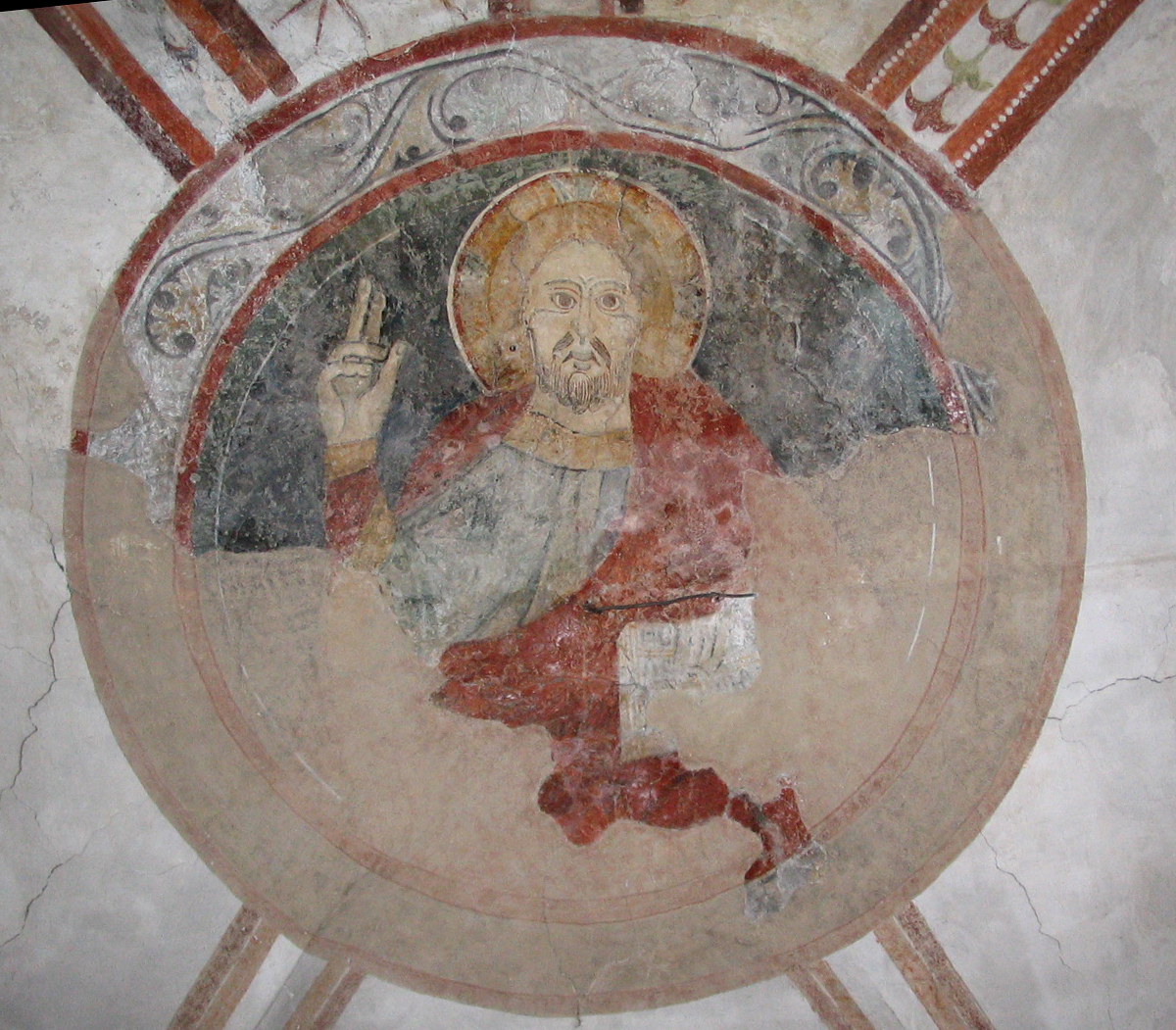
Pieve, il Pantocratore

La pieve, scampata alla distruzione di Lemine Inferiore del 1443, rimase quasi del tutto abbandonata fino agli inizi del Cinquecento quando un evento ritenuto miracoloso la fece rinascere al culto e all'amore dei credenti. Fu il ritrovamento di un affresco della Vergine col Bambino, di cui si era persa la memoria, su un muro che per un cedimento strutturale si era spostato.

Questo ritrovamento fu ritenuto dalla credenza popolare la manifestazione di una volontà superiore suscitando una viva emozione in un'epoca travagliata come il Cinquecento.
L'evento ebbe il merito di richiamare l'attenzione della gente sulle condizioni deteriorate della pieve, spingendola alla costruzione di una nuova chiesa.

Il nuovo edificio fu costruito addossandolo alla pieve stessa, che venne inglobata. La parete frontale della pieve divenne la parte terminale della nuova chiesa, rimanendo entrambe comunicanti attraverso un apposito passaggio.
La nuova chiesa diventata il santuario della Madonna del Castello ricorda, nel succedersi degli stili, il percorso storico di Lemine e nel nome l'area principale della corte regia longobarda e gli edifici medievali rasi al suolo.

## San Giorgio

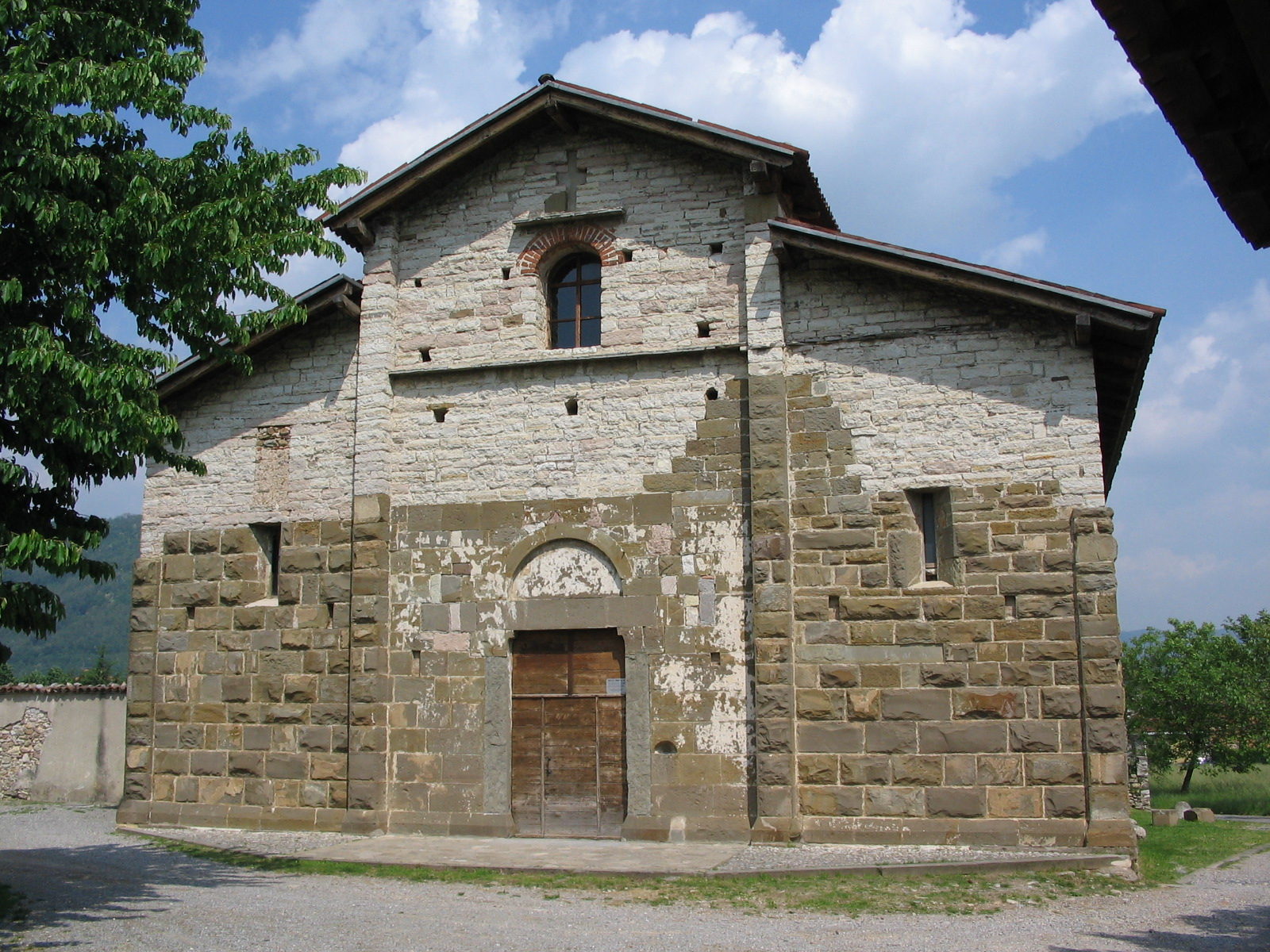
San Giorgio

La chiesa di San Giorgio è un piccolo edificio ecclesiale, a oriente del ruscello Tornago, isolato in un campo aperto, ma offeso dalla presenza non lontana di edifici moderni.
Si tratta di un piccolo gioiello architettonico romanico bergamasco dalle linee purissime, perfettamente conservato all'esterno, risalente alla prima metà del XII secolo, forse il 1120 come ha azzardato qualche autore; certamente nel 1168 esisteva già un manufatto a esso riferentesi come è attestato da un atto pubblico.
Ha pianta basilicale a tre navate culminante in un'elegante abside; la facciata, bizzarramente di due colori, per il diverso materiale, in due fasce intersecantisi in maniera occasionale, testimonia problemi sopraggiunti al momento della costruzione: forse più momenti costruttivi, difficoltà di reperimento del materiale lapideo iniziale e quindi il ricorso ad altro materiale difforme secondo un principio di economia spicciola incurante delle esigenze artistiche.

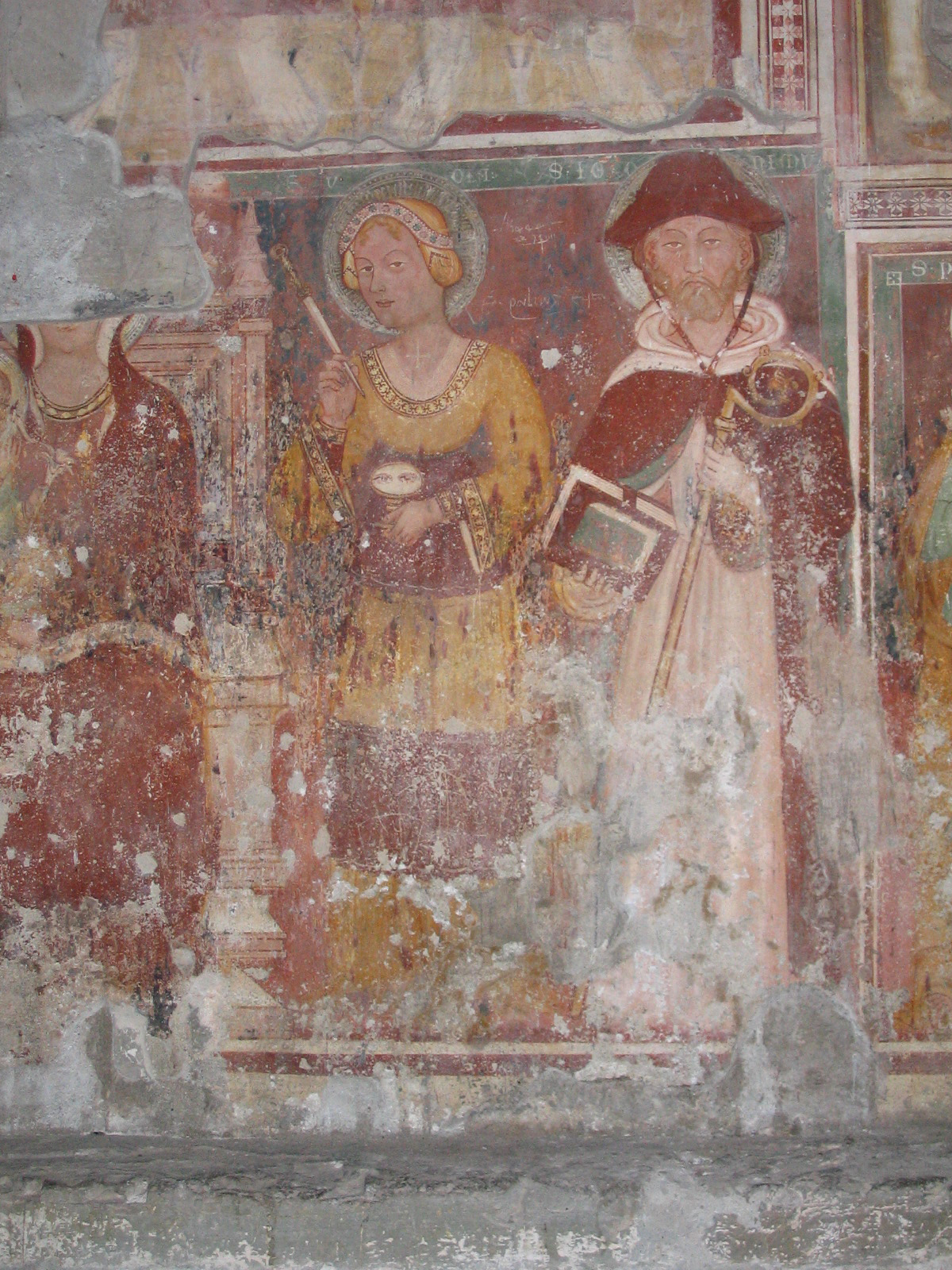
San Giorgio particolare

Il risultato, però, dà un aspetto di particolare genuinità all'edificio esaltandone l'originalità e umanizzandolo con la testimonianza delle difficoltà incontrate.
Le pareti interne come le colonne erano interamente ricoperte da affreschi databili dal XII al XV secolo, il secolo della distruzione di Lemine Inferiore. Buona parte di questi affreschi, che si sviluppano lungo le pareti in un movimento quasi filmico, sono ancora ampiamente leggibili e lasciano immaginare la bellezza della decorazione originaria.
Questi affreschi rendono la pieve di San Giorgio un'opera unica nel panorama artistico bergamasco sia per la loro rarità che per la loro quantità, ma anche per l'atmosfera di intensa spiritualità che vi si respira: avvolgono il visitatore spingendolo in un'epoca lontana, misteriosa, ma non buia, carica di quegli accadimenti che avrebbero influenzato la storia locale e quella nazionale.

## San Tomè
L'altro gioiello di Lemine, forse il più fascinoso e magico, è costituito dalla Rotonda di San Tomè, un edificio ecclesiale, romanico-bergamasco, a pianta circolare con struttura piramidale formato da tre corpi cilindrici proporzionatamente digradanti sovrapposti secondo un asse concentrico, risalente agli inizi del XII secolo.

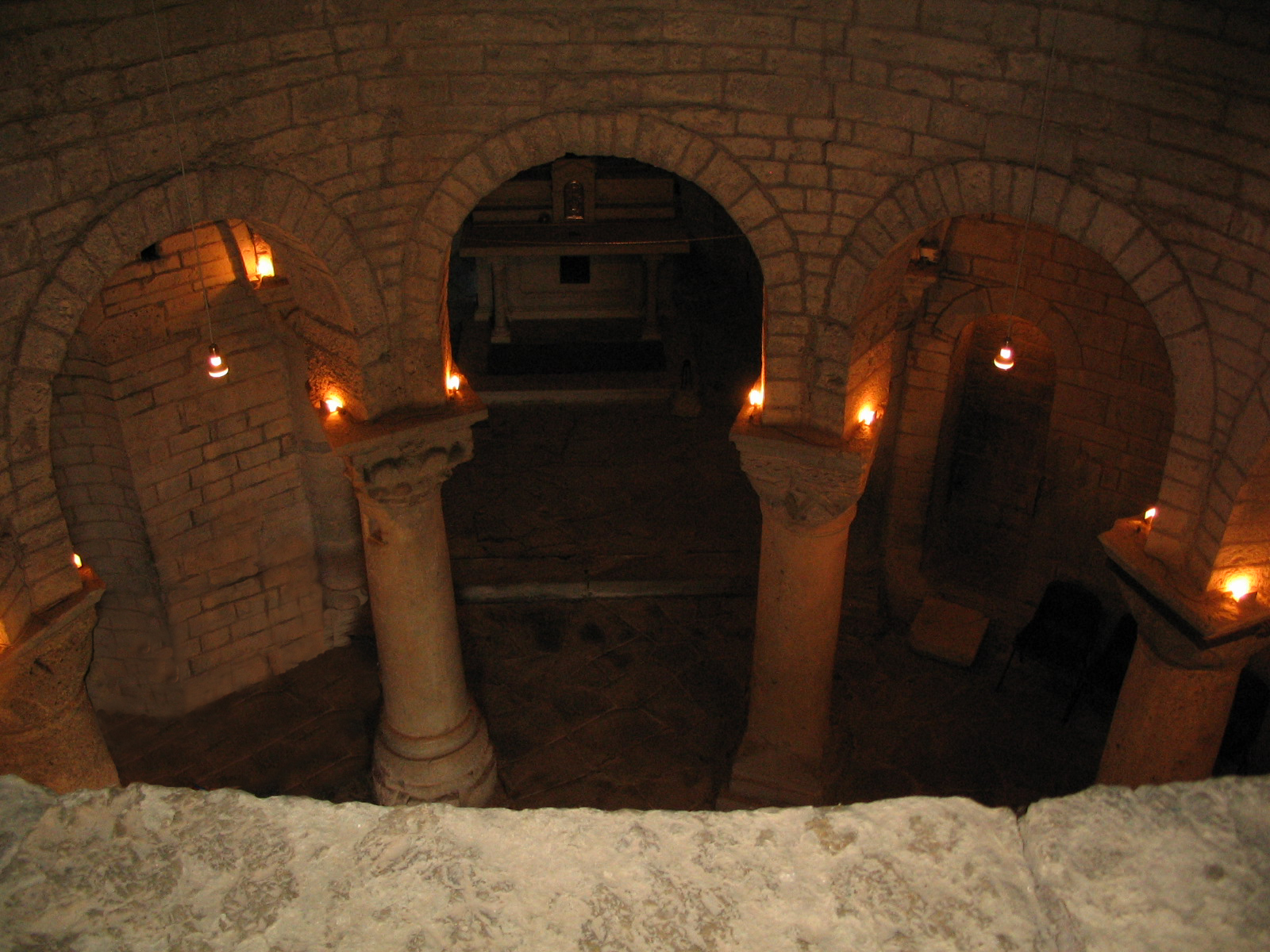
Dal matroneo

San Tomè, oltre che l'originalità della sua struttura, esprime una particolare preziosità e finezza per la leggerezza delle sue forme e la grazia del suo ornato.
Al suo interno sia al piano terra che in quello superiore, il matroneo, si svolge un deambulatorio circolare scandito da otto colonne per piano sormontate da capitelli scolpiti con figure zoomorfe, antropomorfe e geometriche di squisita fattura.
Il gioco dei volumi, dei chiaroscuri, dei raggi di luce che filtrano dalla lanterna e dalle finestrelle ne aumentano il fascino esaltandone la magia in uno scenario quasi surreale.

## San Salvatore
Accanto alle chiese di San Giorgio e di San Tomè, testimonianze storiche e artistiche uniche per fattura, epoca e bellezza, Lemine possiede altri edifici di culto altrettanto importanti anche se meno affascinanti, prove dello sviluppo socio-economico oltre che storico della comunità.
Ecco la nuova chiesa di San Salvatore della seconda metà del XV secolo che ha sostituito la vecchia pieve sopperendo alle nuove esigenze create anche dalla distruzione di Lemine Inferiore.
Si tratta di un edificio imponente che ha subito diversi rifacimenti radicali che ne hanno modificato la struttura originaria.

L'aspetto attuale risente delle modifiche secentesche e settecentesche. All'interno presenta delle opere pittoriche di buona fattura ma nel complesso non si distingue particolarmente dalle altre chiese dell'epoca.

## Santa Maria della Consolazione
Della stessa epoca è il convento degli agostiniani e la chiesa di Santa Maria della Consolazione, parti di un unico complesso religioso costruito a partire dal 10 agosto 1488 e terminato attorno al 1510.
Il complesso si sviluppò sulla collina Umbriana di Almenno San Salvatore in un ambiente di particolare bellezza paesaggistica, non lontano dal centro cittadino e prossimo al capoluogo Bergamo.

Il periodo di maggiore splendore della chiesa e del convento coincise con il suo primo secolo di vita, il XVI, in cui maggiore fu il numero dei frati ospitati e vi furono completate alcune opere come il campanile e l'organo Antegnati. Questo organo, dopo un sapiente restauro condotto nel 1996, di grande bellezza artistica e di eccelsa resa musicale è tuttora usato in concerti specialistici.
La chiesa, a navata unica con cappelle laterali, presenta alcuni affreschi del XVI secolo tra i quali spiccano la Trinità di Andrea Previtali nella terza cappella di destra, una deliziosa Annunciazione cinquecentesca di autore ignoto nella quinta cappella sempre di destra e lo sposalizio mistico di Santa Caterina di Antonio Boselli nella terza di sinistra.
Alcuni stucchi settecenteschi, ornamento di alcune cappelle, hanno improvvidamente coperto degli affreschi ora non più visibili.

### San Bartolomeo di Tremozia

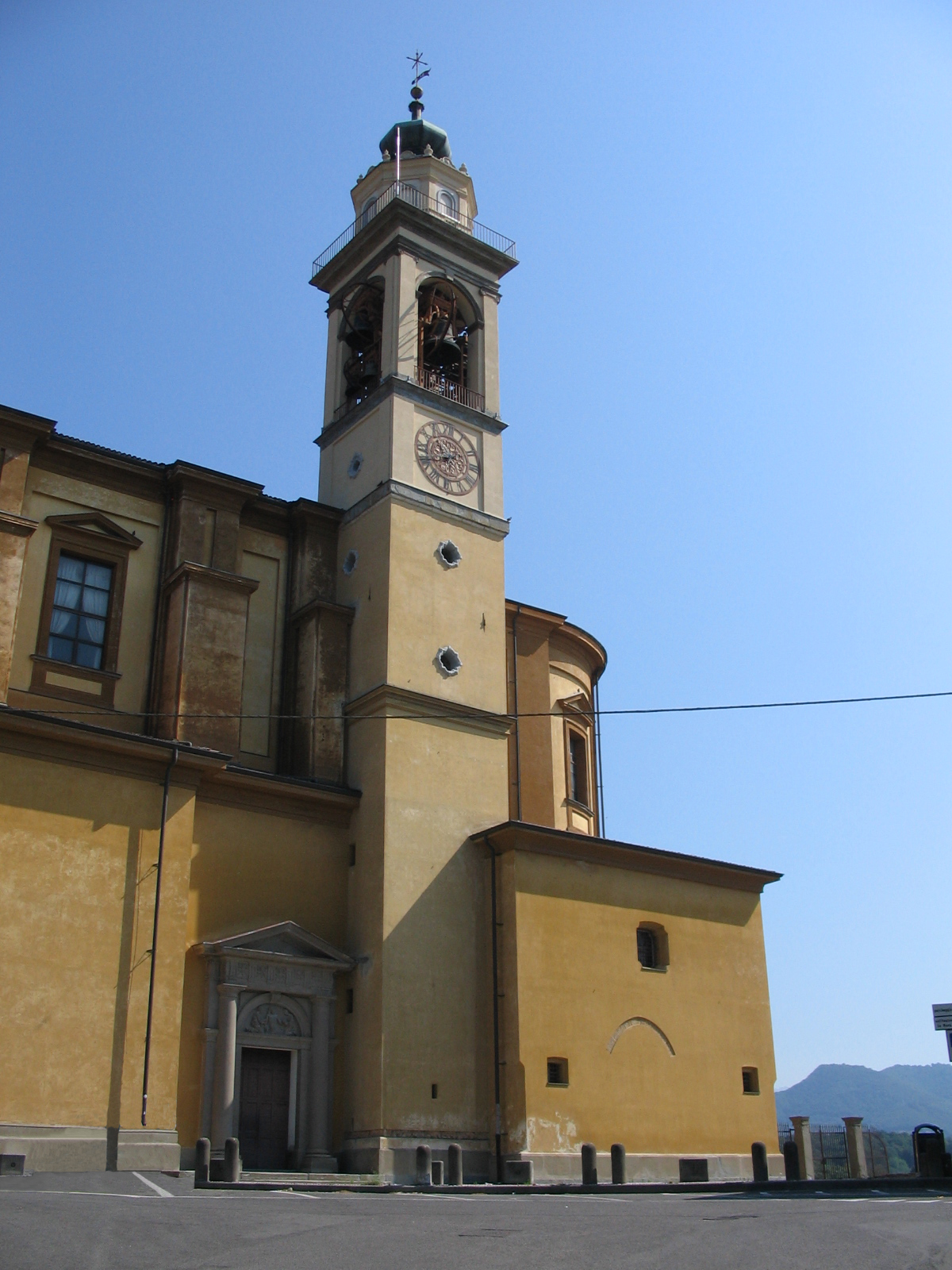
San Bartolomeo di Tremozia

La chiesa di San Bartolomeo di Tremozia costruita nella prima metà del XV secolo per sopperire alle necessità liturgiche di una comunità cresciuta, acquistò particolare importanza nel processo storico che portò alla suddivisione secentesca di Almenno nei due comuni di Almenno San Bartolomeo e Almenno San Salvatore.
L'originario edificio gotico a tre navate fu ricostruito interamente nel XVIII secolo. La nuova chiesa è ornata con molte delle opere pittoriche della precedente.
Alla sua nascita era l'espressione di una comunità abbastanza omogenea e strutturata non ancora contrapposta a quella di Almenno, già Lemine Superiore, ma con degli interessi che l'avrebbero resa pronta a separarsi al momento opportuno. E questo arrivò nei primi anni del XVII secolo culminando nella separazione statuita il 30 marzo 1601.

## L'epilogo
Da quello che era stato un territorio cenomane nacque Lemine e da essa i due Almenno, oltre a tutti gli altri comuni epigoni di quelle vicinie medievali che si erano andate formando e sempre più strutturando.

### Fonti primarie
- Bortolo Belotti. Storia di Bergamo e dei bergamaschi. Bergamo, Bolis, 1959.
- Paolo Manzoni, Lemine dalle origini al XVII secolo, Comune di Almenno San Salvatore, 1988.
- Paolo Manzoni, Valdimania de Lemenne dalle origini al XV secolo, I, Centro studi valle Imagna, 2024, SBN CFI1141302.

### Fonti secondarie e approfondimenti
- Francois Avril, Xavier Barral y Altet, Danielle Gaborit-Chopin. Il mondo romanico, 1060-1220. Milano, Rizzoli, 1983-1984. SBN CFI0031639.
- Georges Duby. L'arte e la società medievale. Bari, Laterza, 1999. ISBN 8842059188.
- Georges Duby. Lo specchio del feudalesimo. Bari, Laterza, 1998, ISBN 8842056502.
- Johan Huizinga. L'autunno del Medioevo. Milano, Rizzoli, 2001. ISBN 8817112216.
- Jörg Jarnut. Bergamo 568-1098. Storia.... Bergamo, Archivio Bergamasco, 1981. SBN MIL0010412.
- Hans Erich Kubach. Architettura romanica. Milano, Electa, 2000. ISBN 8843524747.
- Jacques Le Goff. L'uomo medievale. Bari, Laterza, 2002. ISBN 8842041971.
- Jacques Le Goff. Il corpo nel Medioevo. Bari, Laterza 2005. ISBN 8842072745.
- Gabriella Piccinni. I mille anni del medioevo. Milano, Bruno Mondadori, 1999, ISBN 8842493554.
- Francesca Possenti, Pierangela Giussani. San Tomè di Almenno. Un gioiello d'arte fra le chiese romaniche. Bergamo, Flash ediz., 1990. SBN LO10047395.
- Angelo Rota. Madonna del Castello, Almenno. Albino, Tipografia Breda & Carrara 1971. SBN SBL0356393.
- Cesare Rota. Almenno e le sue vicinie. Fiorano al serio, 1912.
- Cesare Rota Nodari, Paolo Manzoni. La rotonda di San Tome, analisi di un'architettura romanica lombarda. Sondrio, Lyasis, 1997. ISBN 8886711182.
- Rolf Toman. L'arte gotica, architettura, scultura, pittura; fotografie di Achim Bednorz. Koln, Konemann. 2000. ISBN 3829025653.
- Carlo Tosco. Architetti e committenti nel romanico lombardo. Roma, Viella, 1997. ISBN 8885669549.